# Lavault-de-Frétoy
Lavault-de-Frétoy là một xã của tỉnh Nièvre, thuộc vùng Bourgogne-Franche-Comté, miền trung nước Pháp.